# ジョン・ラバーベラ
ジョン・ラバーベラ（John LaBarbera、1945年11月10日 - ）は、アメリカのジャズ・トランペット奏者。サクソフォン奏者のパット・ラバーベラは兄。ドラマーのジョー・ラバーベラは弟。

## 来歴
父親から音楽を教わり、5歳でコルネットを始める。7歳の頃には家族で演奏するようになっていたという。バークリー音楽大学を卒業した1968年から、バディ・リッチのバンドに加入し、リッチが亡くなるまで長期に渡ってバンドに在籍していた。
トニー・ベネットのバックミュージシャンも務めた他、アレンジャーとしても活躍。カウント・ベイシー、ディジー・ガレスピー、サミー・デイヴィスJr.、チャカ・カーン、フィル・ウッズ、メル・トーメなど名だたるミュージシャンの編曲を手がけた。
自身のビッグバンドも率いて2枚のアルバムを発表しており、2004年にはグラミー賞にノミネートされている。また教育者として後進の指導にも携わっている。